# 甜酱油
甜酱油是一种具有糖蜜般甜味的酱油，原产于印度尼西亚。由于甜酱油中添加了大量棕櫚糖以及石蜜，所以甜酱油的颜色较深，而且呈粘稠糖浆状。 甜酱油是印度尼西亞飲食中用到的最多的醬油，估计占全国酱油总产量的90%。 